# 체성감각
체성감각(體性感覺)은 척수신경 후근의 감각신경 가지들로 말미암아 일어나는 온몸의 감각을 가리킨다.  간단히 체감(體感)이라고도 한다. 촉각, 온도, 고유감각 (관절의 움직임을 느끼고 아는 것=관절의 자세 감각), 통각 (아픔)과 같은 감각 양상을 만든다.
이 감각계는 다음과 같은 서로 다른 수용기를 이용하여 다양한 자극에 반응한다.: 온도수용기, 위해탐지기, 기계수용기, 화학수용기. 그리고 수용기로부터 정보를 전달받는 것은 척수와 뇌의 신경 다발을 통하여 감각신경을 거쳐 일어난다.

## 참조
- Emile L. Boulpaep; Walter F. Boron (2003). 《Medical Physiology》. Saunders. 352–358쪽. ISBN 0-7216-3256-4.
- Flanagan, J.R., Lederman, S.J. Neurobiology: Feeling bumps and holes, News and Views, Nature, 2001 Jul. 26;412(6845):389-91.
- Hayward V, Astley OR, Cruz-Hernandez M, Grant D, Robles-De-La-Torre G. Haptic interfaces and devices. Sensor Review 24(1), pp. 16–29 (2004).
- Robles-De-La-Torre G., Hayward V. Force Can Overcome Object Geometry In the perception of Shape Through Active Touch. Nature 412 (6845):445-8 (2001).
- Robles-De-La-Torre G. The Importance of the Sense of Touch in Virtual and Real Environments. IEEE Multimedia 13(3), Special issue on Haptic NO User Interfaces for Multimedia Systems, pp. 24–30 (2006).